# Cliffortia obovata
Cliffortia obovata là loài thực vật có hoa trong họ Hoa hồng. Loài này được E. Mey. mô tả khoa học đầu tiên.